# Arthur Harnden
Arthur Harnden (Estados Unidos, 20 de mayo de 1924-30 de septiembre de 2016) fue un atleta estadounidense, especialista en la prueba de 4x400 m en la que llegó a ser campeón olímpico en 1948.

## Carrera deportiva
En los JJ. OO. de Londres 1948 ganó la medalla de oro en los relevos de 4x400 metros, con un tiempo de 3:10.4 segundos, llegando a meta por delante de Francia (plata) y Suecia (bronce), siendo sus compañeros de equipo: Cliff Bourland, Roy Cochran y Mal Whitfield.